# Metalogy
 (juillet 2021).
Si vous disposez d'ouvrages ou d'articles de référence ou si vous connaissez des sites web de qualité traitant du thème abordé ici, merci de compléter l'article en donnant les références utiles à sa vérifiabilité et en les liant à la section « Notes et références ».
Albums de Judas Priest
Live in London
(2003) Angel of Retribution
(2005)
Metalogy est un coffret de 4 CD et de 1 DVD du groupe de heavy metal britannique Judas Priest sorti le 11 mai 2004 sous le label Columbia Records.
Les quatre premiers CD regroupent les titres du groupe les plus connus et quelques chansons rares ou inédites ; le DVD contient le Live Vengeance '82.

## Composition
- Rob Halford - Chant sur les CD 1,2 et 3, sur le DVD et sur les titres 1 à 10 du CD 4
- Tim "Ripper" Owens - Chant sur les titres 11 à 14 du CD 4
- K. K. Downing - Guitare
- Glenn Tipton - Guitare
- Ian Hill - Basse
- John Hinch - Batterie sur le titre Never Satisfied
- Alan Moore - Batterie sur les titres Deceiver and Tyrant
- Simon Phillips - Batterie sur les titres 7 à 9 sur le CD 1
- Les Binks - Batterie sur les titres 4 à 6 et 10 à 15 sur le CD 1, et sur les titres 1 à 6 sur le CD 2
- Dave Holland - Batterie sur les titres 7 à 19 sur le CD 2, sur le CD 3, sur les titres 1 à 4 du CD 4, et sur le DVD
- Scott Travis - Batterie sur les titres 5 à 14 sur le CD 4

## Liste des morceaux

### CD 1
| 1.  | Never Satisfied                                                                     | Rocka Rolla (1974)                                                                 | 4:52 |
| 2.  | Deceiver                                                                            | Sad Wings of Destiny (1976)                                                        | 2:40 |
| 3.  | Tyrant                                                                              | Sad Wings of Destiny (1976)                                                        | 4:39 |
| 4.  | Victim of Changes (live)                                                            | Unleashed in the East (1979)                                                       | 7:11 |
| 5.  | Diamonds & Rust (reprise de Joan Baez en live)                                      | Inédit enregistré au Palladium (en) de New York en 1981 pour une émission de radio | 3:28 |
| 6.  | Starbreaker (live)                                                                  | Face B du single Take on the World (1979)                                          | 7:19 |
| 7.  | Sinner                                                                              | Sin After Sin (1977)                                                               | 6:43 |
| 8.  | Let Us Prey/Call for the Priest                                                     | Sin After Sin (1977)                                                               | 6:12 |
| 9.  | Dissident Aggressor                                                                 | Sin After Sin (1977)                                                               | 3:02 |
| 10. | Exciter                                                                             | Stained Class (1978)                                                               | 5:33 |
| 11. | Beyond the Realms of Death                                                          | Stained Class (1978)                                                               | 6:51 |
| 12. | Better by You, Better than Me                                                       | Stained Class (1978)                                                               | 3:22 |
| 13. | Invader                                                                             | Stained Class (1978)                                                               | 4:10 |
| 14. | Stained Class                                                                       | Stained Class (1978)                                                               | 5:12 |
| 15. | The Green Manalishi (With the Two Pronged Crown) (reprise de Fleetwood Mac en live) | Inédit enregistré au Palladium de New York en 1981 pour une émission de radio      | 4:42 |

| 1.  | Killing Machine                 | Hell Bent for Leather (1978)                                                     | 3:02 |
| 2.  | Evening Star                    | Hell Bent for Leather (1978)                                                     | 4:06 |
| 3.  | Take on the World               | Hell Bent for Leather (1978)                                                     | 3:03 |
| 4.  | Delivering the Goods            | Hell Bent for Leather (1978)                                                     | 4:16 |
| 5.  | Evil Fantasies                  | Hell Bent for Leather (1978)                                                     | 4:13 |
| 6.  | Hell Bent for Leather           | Hell Bent for Leather (1978)                                                     | 2:40 |
| 7.  | Breaking the Law (live)         | British Steel (1980)                                                             | 2:45 |
| 8.  | Living After Midnight           | British Steel (1980)                                                             | 3:30 |
| 9.  | Rapid Fire                      | British Steel (1980)                                                             | 4:00 |
| 10. | Metal Gods                      | British Steel (1980)                                                             | 4:04 |
| 11. | Grinder (live)                  | Inédit, enregistré à Long Beach en 1984 pour une émission de radio               | 4:21 |
| 12. | The Rage                        | British Steel (1980)                                                             | 4:44 |
| 13. | Heading Out to the Highway      | Point of Entry (1981)                                                            | 3:45 |
| 14. | Hot Rockin' (live)              | Inédit enregistré à Chicago en 1981 pour une émission de radio                   | 3:28 |
| 15. | Troubleshooter                  | Point of Entry (1981)                                                            | 3:47 |
| 16. | Solar Angels                    | Point of Entry (1981)                                                            | 4:04 |
| 17. | Desert Plains                   | Point of Entry (1981)                                                            | 4:36 |
| 18. | The Hellion/Electric Eye (live) | Inédit enregistré à San Antonio, Texas, Texas en 1982 pour une émission de radio | 4:20 |
| 19. | Screaming for Vengeance         | Screaming for Vengeance (1982)                                                   | 4:43 |

| 1.  | Riding on the Wind               | Screaming for Vengeance (1982)                                             | 3:07 |
| 2.  | Bloodstone                       | Screaming for Vengeance (1982)                                             | 3:52 |
| 3.  | You've Got Another Thing Comin'  | Screaming for Vengeance (1982)                                             | 5:09 |
| 4.  | Devil's Child                    | Screaming for Vengeance (1982)                                             | 4:48 |
| 5.  | Freewheel Burning                | Defenders of the Faith (1984)                                              | 4:42 |
| 6.  | Jawbreaker                       | Defenders of the Faith (1984)                                              | 3:25 |
| 7.  | The Sentinel                     | Defenders of the Faith (1984)                                              | 5:24 |
| 8.  | Love Bites (live)                | Inédit enregistré à St. Louis, Missouri en 1986 pour une émission de radio | 5:37 |
| 9.  | Eat Me Alive                     | Defenders of the Faith (1984)                                              | 3:31 |
| 10. | Some Heads Are Gonna Roll        | Defenders of the Faith (1984)                                              | 4:05 |
| 11. | Rock Hard Ride Free              | Defenders of the Faith (1984)                                              | 5:00 |
| 12. | Night Comes Down                 | Defenders of the Faith (1984)                                              | 4:00 |
| 13. | Turbo Lover                      | Turbo (1986)                                                               | 5:33 |
| 14. | Private Property                 | Turbo (1986)                                                               | 4:29 |
| 15. | Parental Guidance                | Turbo (1986)                                                               | 3:35 |
| 16. | Out in the Cold                  | Turbo (1986)                                                               | 6:27 |
| 17. | Heart of a Lion (studio version) | Inédit des sessions d'enregistrement de Turbo (1986)                       | 3:53 |

| 1.  | Ram It Down                    | Ram It Down (1988) | 4:48 |
| 2.  | Heavy Metal                    | Ram It Down (1988) | 5:58 |
| 3.  | Come and Get it                | Ram It Down (1988) | 4:05 |
| 4.  | Blood Red Skies                | Ram It Down (1988) | 7:05 |
| 5.  | Painkiller                     | Painkiller (1990)  | 6:06 |
| 6.  | Between the Hammer & the Anvil | Painkiller (1990)  | 4:48 |
| 7.  | A Touch of Evil                | Painkiller (1990)  | 5:54 |
| 8.  | Metal Meltdown                 | Painkiller (1990)  | 4:47 |
| 9.  | Night Crawler                  | Painkiller (1990)  | 5:44 |
| 10. | All Guns Blazing               | Painkiller (1990)  | 3:57 |
| 11. | Jugulator                      | Jugulator (1996)   | 5:50 |
| 12. | Blood Stained                  | Jugulator (1996)   | 5:26 |
| 13. | Machine Man                    | Demolition (2001)  | 5:15 |
| 14. | Feed on Me                     | Demolition (2001)  | 5:28 |

### DVDLive Vengeance '82
1. The Hellion/Electric Eye
2. Riding on the Wind
3. Heading Out to the Highway
4. Metal Gods
5. Bloodstone
6. Breaking the Law
7. Sinner
8. Desert Plains
9. The Ripper
10. Diamonds & Rust
11. Devil's Child
12. Screaming for Vengeance
13. You've Got Another Thing Comin'
14. Victim of Changes
15. Living After Midnight
16. The Green Manalishi (With the Two Pronged Crown)
17. Hell Bent for Leather